# Estação Ferroviária de São Romão
A Estação Ferroviária de São Romão é uma interface ferroviária da Linha do Minho, que serve a freguesia de São Romão do Coronado, no concelho de Trofa, em Portugal.

## Descrição

### Localização e acessos
Esta interface situa-se na localidade de São Romão do Coronado, com acesso pela Rua D. Afonso Henriques.

### Infraestrutura
Numa configuração substancialmente ampliada em comparação com a de décadas anteriores, esta interface apresenta oito vias de circulação (identificadas como I, IA, II, IIA, I+IA, II+IIA, III, e IV), com comprimentos entre 311 e 1665 m, sendo três delas (I, II, e III) e acessíveis por plataformas com 242 e 225 m de comprimentos e 70 cm de altura; todas estas vias estão eletrificadas em toda a sua extensão.
O edifício de passageiros situa-se do lado sudeste da via (lado direito do sentido ascendente, a Monção).

## História

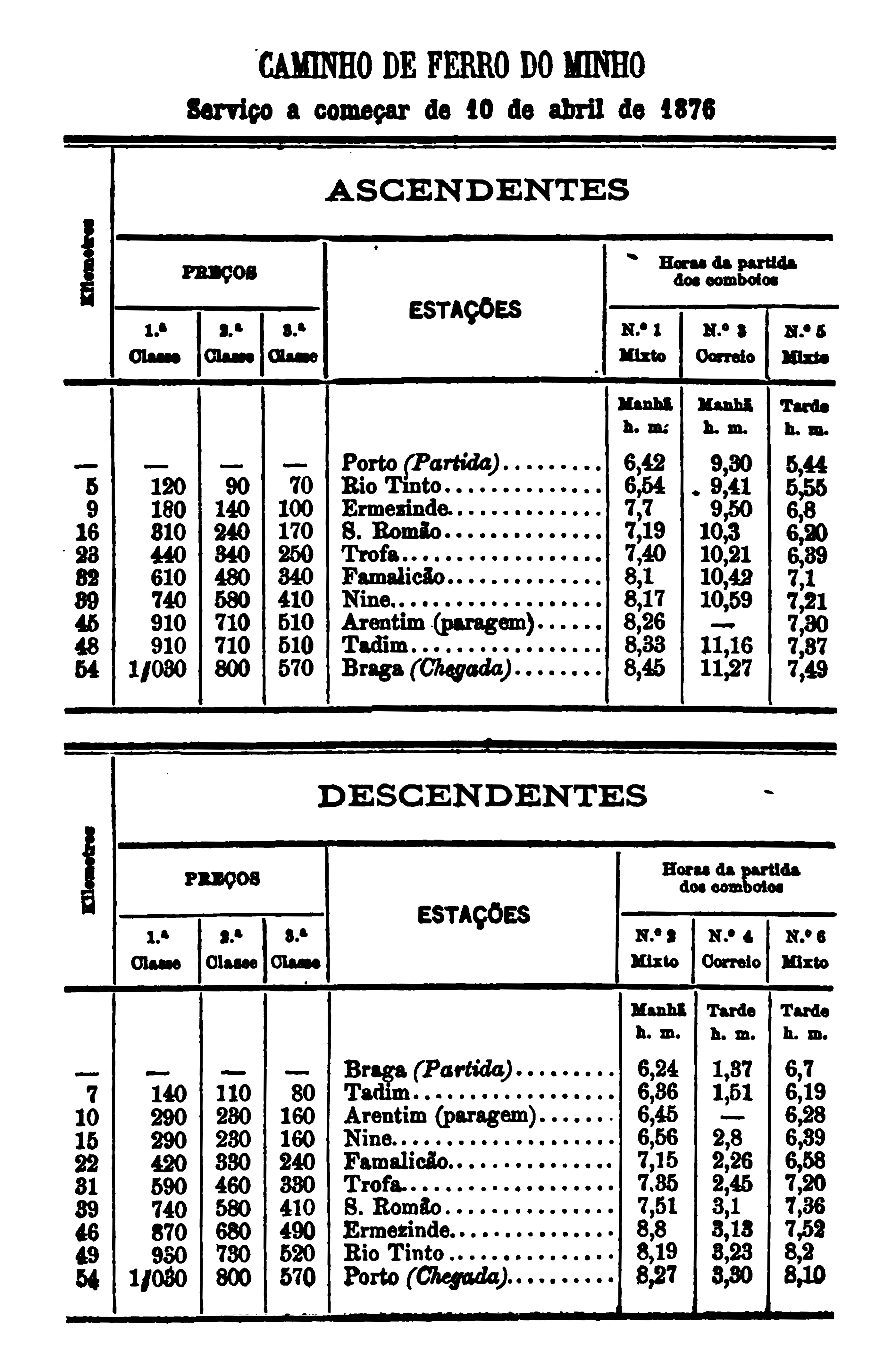
Horários dos comboios de Campanhã a Braga em 1876, incluindo a estação de São Romão.

Desde os primeiros planos para a construção da futura Linha do Minho que se contemplou a passagem por São Romão, tendo o primeiro traçado, elaborado por ordem do Conde de Reus, feito a linha seguir por Travagem e São Romão entre o Porto e Vila do Conde. O percurso da linha foi alterado posteriormente de forma a servir melhor a região interior do Minho, embora tenha permanecido a passagem por São Romão.
Esta estação situa-se no troço da Linha do Minho entre Campanhã e Nine, que entrou ao serviço, junto com o Ramal de Braga, no dia 21 de Maio de 1875.
Em 11 de Maio de 1927, a exploração das antigas linhas do Estado, incluindo a do Minho, passou a ser assegurada pela Companhia dos Caminhos de Ferro Portugueses.
Em 1934, a comissão administrativa do Fundo Especial de Caminhos de Ferro autorizou, entre outras obras, o calcetamento do cais descoberto na estação de São Romão.
Em 1 de Janeiro de 1935, a Gazeta dos Caminhos de Ferro noticiou que tinha sido submetida à assinatura ministerial uma portaria, autorizando o engenheiro director a outorgar, em nome do ministro, num contrato para uma empreitada na estação de São Romão.
Em dados de 2010, a estação de São Romão contava com quatro vias de circulação, com comprimentos entre os 439 e 636 m de comprimento; as duas plataformas têm ambas 220 m de extensão, e 70 cm de altura — valores mais tarde ampliados para os atuais.

Na noite de 22 de Outubro de 2023, um homem de 37 anos foi mortalmente colhido nesta estação por uma composição que circulava no sentido Braga-Porto.